# 札幌大学サッカー部
札幌大学サッカー部（さっぽろだいがくサッカーぶ、英語: Sapporo University Football Club）は、北海道札幌市豊平区にある札幌大学のサッカークラブである。

## 概要
1967年の札幌大学開学と同時に『北海道にサッカー王国を創ろう』を合い言葉として創部。創部2年目の翌1968年にインカレ（第17回全国大学サッカー選手権大会）に初出場した。
1973年は第22回全国大学サッカー選手権大会で東京教育大学からインカレ初勝利を挙げてベスト8に進出した他、天皇杯（第53回大会）に初出場した。翌1974年の第54回天皇杯で法政大学から天皇杯初勝利を挙げた。また、1973年に日本で初のブラジルのサッカー留学生として松原ネルソン勝が加入し、1975年にアデマール・ペレイラ・マリーニョが留学生として加入した。
1976年の第25回全国大学サッカー選手権大会で4位に入賞した。1978年の第58回天皇杯では1回戦で新日本製鐵、2回戦で読売クラブといずれも日本サッカーリーグ（JSL）勢を連破してベスト8に進出した。また、1978年の総理大臣杯全日本大学サッカートーナメント北海道大会で初優勝して総理大臣杯に初出場した。1980年の総理大臣杯全日本大学サッカートーナメントで4位に入賞。1983年、知事杯全道サッカー選手権大会の第1回大会で優勝した。
2008年に北海道学生サッカーリーグ1部で5連覇を達成。2009年から大学が推薦入試制度を導入してサッカー部の強化に乗り出した。
2013年、北海道学生サッカーリーグ1部で24度目の優勝を決めた。
2014年、総理大臣杯全日本大学サッカートーナメント北海道大会で24度目の優勝を決めた。

## 主な成績
- 北海道学生サッカーリーグ1部
  - 優勝：27回 (2004, 2005, 2006, 2007, 2008, 2011, 2012, 2013, 2014, 2020, 2021他)
  - 準優勝：-回（2009, 2010, 2015, 2016, 2017, 2018, 2019, 2022他）
- 総理大臣杯全日本大学サッカートーナメント北海道大会
  - 優勝：26回 (1979, 1980, 1981, 1982, 1983, 1984, 1985, 1986, 1987, 1988, 1989, 1990, 1991, 1992, 1994, 1995, 1996, 1997, 2001, 2003, 2009, 2010, 2013, 2014, 2016, 2021)
  - 準優勝：8回（1978, 2002, 2007, 2008, 2011, 2015, 2017, 2022）
- 知事杯全道サッカー選手権大会（兼天皇杯全日本サッカー選手権大会北海道予選）
  - 優勝：14回 (1983, 1984, 1987, 1990, 1991, 1994, 1995, 1996, 2002, 2004, 2005, 2010, 2012, 2015)
  - 準優勝：11回（1986, 1988, 1989, 1992, 2000, 2003, 2006, 2011, 2013, 2014, 2018）

## 関連チーム

### 札大GOAL PLUNDERERS
概要
札幌大学サッカー部として選手に出場機会を与えたいこと、また札幌サッカー協会としても社会人サッカーのレベルアップに繋がることから、社会人登録のチームである札大GOAL PLUNDERERS（さつだいゴール・プランダラーズ）が創設された（略称は札大GP）。なお、選手は札幌大学の学生以外に社会人も含まれている。
加入初年の2006年にはライラックリーグ（札幌社会人サッカーリーグの最下部）で優勝、特別昇格で翌2007年はSリーグ（札幌社会人サッカーリーグの最上部）に参入し優勝。2008年に道央ブロックリーグ優勝・ブロックリーグ決勝大会でも優勝し、北海道サッカーリーグに昇格。その後、札幌大学が日本フットボールリーグ（JFL）入りを目指して同チームの強化を進めることを表明している。
北海道リーグ昇格初年度の2009年に優勝、翌2010年には連覇を果たす。なお、全国地域サッカーリーグ決勝大会に出場したが2年連続1次ラウンドで敗退している。2009年には全国社会人サッカー選手権大会（第45回大会）に初出場した。
2018年は北海道リーグ7位で札幌ブロックリーグに降格したが、翌2019年はリーグ優勝・ブロックリーグ決勝大会でも優勝し、1年で北海道リーグへの復帰を果たした。
| 年度 | 所属             | 順位 | 勝点 | 試合 | 勝 | 分 | 敗 | 得点 | 失点 | 得失 | 出典   |
| 2006 | 札幌ライラックG1 | 優勝 | 34   | 12   | 11 | 1  | 0  | 144  | 1    | 143  | [ 11 ] |
| 2007 | 札幌S            | 優勝 | 40   | 14   | 13 | 1  | 0  | 120  | 11   | 109  | [ 11 ] |
| 2008 | 道央ブロック     | 優勝 | 25   | 10   | 8  | 1  | 1  | 45   | 12   | 33   | [ 11 ] |
| 2009 | 北海道           | 優勝 | 26   | 10   | 8  | 2  | 0  | 41   | 9    | 32   | [ 12 ] |
| 2010 | 北海道           | 優勝 | 25   | 10   | 8  | 1  | 1  | 37   | 8    | 29   | [ 13 ] |
| 2011 | 北海道           | 2位  | 35   | 14   | 11 | 2  | 1  | 51   | 11   | 40   | [ 17 ] |
| 2012 | 北海道           | 3位  | 21   | 14   | 7  | 0  | 7  | 23   | 23   | 0    | [ 18 ] |
| 2013 | 北海道           | 3位  | 28   | 14   | 9  | 1  | 4  | 41   | 27   | 14   | [ 19 ] |
| 2014 | 北海道           | 5位  | 19   | 14   | 6  | 1  | 7  | 34   | 31   | 3    | [ 20 ] |
| 2015 | 北海道           | 5位  | 13   | 14   | 4  | 1  | 9  | 23   | 26   | -3   | [ 21 ] |
| 2016 | 北海道           | 4位  | 21   | 14   | 6  | 3  | 5  | 47   | 34   | 13   | [ 22 ] |
| 2017 | 北海道           | 4位  | 19   | 14   | 6  | 1  | 7  | 28   | 24   | 4    | [ 23 ] |
| 2018 | 北海道           | 7位  | 12   | 14   | 4  | 0  | 10 | 22   | 44   | -22  | [ 24 ] |
| 2019 | 札幌ブロック     | 優勝 | 25   | 10   | 8  | 1  | 1  | 48   | 8    | 40   | [ 25 ] |
| 2020 | 北海道           | 7位  | 3    | 7    | 1  | 0  | 6  | 8    | 29   | -21  | [ 26 ] |
| 2021 | 北海道           | 3位  | 12   | 5    | 4  | 0  | 1  | 14   | 4    | 10   | [ 27 ] |
| 2022 | 北海道           | 6位  | 12   | 14   | 3  | 3  | 8  | 16   | 40   | -24  | [ 28 ] |
| 2023 | 北海道           | 4位  | 25   | 14   | 8  | 1  | 5  | 34   | 38   | -4   | [ 29 ] |
| 2024 | 北海道           | 3位  | 24   | 14   | 8  | 0  | 6  | 37   | 28   | 9    | [ 30 ] |

歴代所属選手
- 池内友彦 2009-2010?

### その他
札幌大学A、札幌大学B
いずれもインディペンデンスリーグ北海道大会に参加している。
女子サッカー部
2009年に同好会として創設し、2011年より体育連合会の部として発足。2014年より北海道女子サッカーリーグに所属している。愛称は札幌大学ヴィスタ。
札幌大学サッカー部OB
1984年から2002年まで北海道サッカーリーグに参加していた。

## 主な出身者
- マリーニョ（1975年度卒）
- 野村貢（1978年度卒）
- 浅野裕史（1989年度卒）
- 萩野英明（1994年度卒）
- 河端和哉（2003年度卒）
- 石本学（2008年度卒）
- 清原翔平（2009年度卒）
- 安藤謙佑（2010年度卒）
- 十川祐樹（2012年中退）
- 西村啓（2012年度卒）
- 濱田克大（2013年度卒）
- 澤田恒（2013年度卒）
- 澤野康介（2015年度卒）
- 平塚悠知（2018年度卒）
- 相田勇樹（2020年度卒）
- 半田航也（2020年度卒）
- 野瀬龍世（2021年度卒）
- 高橋耕平（2021年度卒）
- 河合駿樹（2024年度卒）